# Johnson–Wilsonteori
Inom algebraisk topologi är Johnson–Wilsonteorin E(n) en generaliserad kohomologiteori introducerad av Johnson & Wilson (1975). Reell Johnson–Wilsonteori ER(n) introducerades senare av Hu & Kriz (2001).